# Фридрихсграхт
Фридрихсгра́хт (нем. Friedrichsgracht, дословно — «канал Фридриха») — набережная в срединной части острова Шпреинзель в историческом центре Берлина в районе Митте.

## География
Короткая набережная Фридрихсграхт расположена на срединной части острова Шпреинзель и проходит по правому берегу Шпреканала (рукава реки Шпре) в направлении его течения с юго-юго-востока на северо-северо-запад от моста Гертрауденбрюке до моста Шлёйзенбрюке.

## История
Во второй половине XVII века курфюрст Бранденбурга Фридрих Вильгельм I с помощью голландских специалистов реконструировал (почистил, расширил) левый рукав Шпре, огибающий Альт-Кёлльн, и канал стали называть Фридрихсграхт (нем. Friedrichsgracht, буквально канал Фридриха) или Фридрихсграбен (нем. Friedrichsgraben, буквально ров Фридриха).
Позже название Фридрихсграхт перешло с канала на набережную, проложенную между 1670 и 1681 годами в ходе строительства крепости и регулирования левого рукава Шпре. Набережная начиналась с южной стрелки острова и тянулась вдоль канала до северной границы Альт-Кёлльна.
Систематическая застройка набережной началась около 1700 года. В капитальной застройки домах предпочитали селиться придворные чиновники и аристократия. На противоположной стороне Шпреканала сначала возник район Фридрихсвердер, а с 1681 года — Ной-Кёлльн на воде.